# Philippe Mazzuchetti
Philippe Mazzuchetti est un footballeur professionnel français, né le 1er mai 1967.

## Biographie
Il commence sa carrière professionnelle en 1re division à l'OGC Nice, club de sa ville natale.
À l'issue de la saison 1991-1992 son club tout juste relégué de D1 n'est pas parvenu à retrouver directement l'élite.
En 1992, il quitte alors Nice pour le Nîmes Olympique alors en 1re division. L'équipe est toutefois reléguée en fin de saison en D2, Philippe Mazzuchetti choisit d'y rester et ne rejouera plus jamais en 1re division.

Enfin, à l'issue de la saison 1994-1995, Nîmes est relégué en National. 
Il quitte alors l'équipe et se dirige vers le Perpignan FC, toujours en D2, mais le club dépose le bilan dès la saison 1996-1997.
À la recherche d'un nouveau club, il se dirige vers le SC Toulon encore en D2, dès 1997 mais n'y reste qu'une saison puisque là aussi l'équipe se voit reléguée sportivement en National après avoir terminé 20e sur 22 équipes.
Pourtant, il rejoint cette fois une équipe de National, le GFCO Ajaccio avec qui il termine la saison sur une belle 3e place, mais ne peut accéder à la D2, la LNF y interdisant l'accès à cause de l'article 131 du règlement de la FFF (interdiction d'avoir deux clubs professionnels dans une même ville de moins de 100 000 habitants, l'AC Ajaccio évoluant déjà en division 2).
Après cette déconvenue, il rejoint le Paris FC, toujours en National, mais là aussi l'équipe est reléguée en fin de saison. C'est le seul club non-méditerranéen qu'il ait fréquenté. 
Cet échec passé, il rejoint dès 2000 le FC Martigues avec lequel il foule à nouveau les pelouses de D2; Mais l'équipe n'a guère de prétentions, et après avoir durement lutté pour le maintien, elle est reléguée en fin de championnat 2001-2002.
Il reste au club pour la saison de national 2002-2003 mais là aussi l'équipe dépose le bilan à la fin de l'exercice.
Il termine sa carrière en amateur avec le Rapid de Menton avec lequel il est promu en CFA 2 en 2005.
En 2006, il est élu meilleur joueur amateur des Alpes-Maritimes. En 2010, il quitte Menton pour l'US du Cap-d'Ail en PHB.